# بزوغ سني

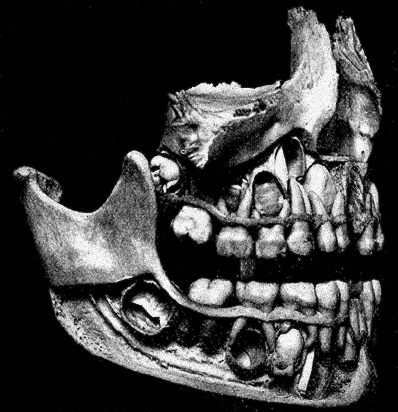
صورة جانبية للفكين لشخص ذات سبع سنوات بعد ازالة النسيج العظمي الذي يغطي اسطحهما الخارجية. الصورة تبين موقع وشكل وحجم الاسنان اللبنية وبعض الاسنان الدائمية.

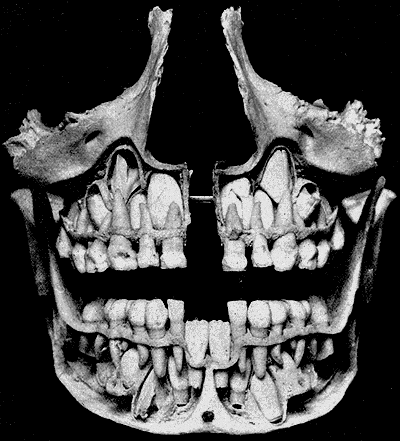
صورة امامية لنفس الفكين في الأعلى.

بزوغ السن (بالإنجليزية: tooth eruption)‏ هي إحدى عمليات تطور السن، فيها تلج الأسنان الفم وتصبح ظاهرة، ويعتقد أن رباط دواعم الأسنان له دور مهم في عملية بزوغ الأسنان.
حيث إن أول أسنان الإنسان ظهورا هي الأسنان اللبنية (الأولية)، وتعرف أيضاً بأسنان الحليب أو أسنان الطفل الرضيع.
و تلج هذه الأسنان الفم ابتداءً من الشهر السادس وحتی السنة الثانية عشرة من العمر، وتسمى هذه العملية التسنين، وهذه الأسنان اللبنية هي الأسنان الوحيدة التي تبقى في الفم حتی يبلغ الشخص السادسة من عمره، وتسمى هذه المرحلة؛ مرحلة الأسنان اللبنية.
وفي هذا الوقت (السادسة من العمر) تبدأ أول الأسنان الدائمة بالبزوغ، وتبدأ مرحلة أخرى حيث يوجد في الفم خليط من الأسنان اللبنية والدائمة، وتسمى هذه المرحلة مرحلة التسنين المختلط، والتي تستمر حتی يفقد الإنسان آخر سن لبني، وبعدها تستمر باقي الأسنان الدائمة بالظهور داخل الفم في مرحلة التسنين الدائم.

## نظريات
وبالرغم من اتفاق الباحثين علی أن عملية بزوغ الأسنان عملية معقدة، إلا أنه هناك اتفاق صغير علی طبيعة الآلية التي تتحكم ببزوغ الاسنان. حيث أنه هناك العديد من النظريات علی مر الوقت التي تم نفيها بالنهاية. اعتماداً علی نظرية إزاحة النمو؛ اذ يتم دفع السن للأعلى في الفم نتيجة نمو جذور السن في الاتجاه المعاكس، ومع نظرية تكون العظم التي أيدت أن السن يدفع للأعلى مع نمو العظم حول السن، بالإضافة إلى أعتقاد البعض أن الأسنان تدفع للأعلى نتيجة الضغط الوعائي أو الميزات التشريحية، التي تدعی الأرجوحة المسندة، حيث أن هذه النظرية طرحت لأول مرة من قبل هاري سيشر، وعلمت بشكل كبير من الثلاثينيات وحتی الخمسينيات من القرن العشرين. وافترضت هذه النظرية أن رباطا أسفل السن - رآه هاري تحت المجهرعلی شريحة نسيجية- وأعتقد أنه المسؤول عن عملية البزوغ. لاحقاً، تبين أن الرباط الذي لاحظه هاري ماهو إلا شي خادع تكون أثناء عملية إعداد الشريحة.
و حالياً أكثر نظرية معتمدة، هي أن عدة قوة تشارك في عملية البزوغ، وأن النسج حول السن هو المحفز الأساسي لهذه العملية.
و تفترض النظريات أن النسج حول السن يعزز عملية البزوغ، عن طريق انكماش تكون أواصر متصالبة لألياف الكولاجين وانقباض الأرومة الليفية.
وهناك دليل جديد من حيوانات التجارب أن قوة الجر من غير المحتمل أن تكون ذات علاقة بعملية بزوغ الأسنان، والحيوانات المعالجة ب«محدث للتسمم بالجلبان»؛ الذي يتدخل في تكون الكولاجين، أظهروا معدلات بزوغ أسنان مشابهة للحيوانات غير المعالجة- مع زوال قوة الإطباق-.

## الخط الزمني
وعلی الرغم أن بزوغ الأسنان يحدث في أوقات مختلفة لمختلف الناس، إلا أنه يوجد خط زمني بشكل عام، يوجد لدى الناس 20 سن لبني و 32 سن دائم نموذجيا.
حيث أن عملية التسنين تتم علی ثلاثة مراحل:
أولا مرحلة الأسنان اللبنية، تحدث فقط عندما تكون الأسنان اللبنية فقط ظاهرة، وبمجرد ظهور أول سن دائم في الفم تكون الأسنان الظاهرة في مرحلة التسنين المختلط أو الانتقالي، وبعد سقوط آخر سن لبني أو خلعه تصبح الأسنان في مرحلة التسنين الدائم «يجب تحديد فترة تسنين لكل مريض للسماح بعملية معالجة أفضل».

### مرحلة الأسنان اللبنية
تبدأ الأسنان اللبنية بظهور القواطع المركزية السفلية، وتظهر عادة في الشهر السادس، وتستمر حتی ظهور أول ضرس دائم ويكون عادة في السنة السادسة من العمر، وتلج الأسنان اللبنية الفم عادة بالترتيب الآتي:
1 . القاطع المركزي
2. القاطع الوحشي
3. الطاحن الأول
4. الناب
5. الطاحن الثاني
وكقاعدة عامة، تبزغ أربعة أسنان كل ستة أشهر في الحياة، وأسنان الفك السفلي تظهر قبل أسنان الفك العلوي، وعند الإناث تظهر مبكرا مقارنة بالذكور، وفي مرحلة الأسنان اللبنية، يكون برعم السن الدائم أسفل السن اللبني وقريباً من سقف الحلق أو اللسان.

### مرحلة التسنين المختلط
تبدأ عند ظهور أول طاحن دائم في الفم، وتكون عادة في الخامسة أو السادسة من العمر، وتستمر حتی سقوط آخر سن لبني في سن العاشرة أو حتی الحادية عشرة أو الثانية عشرة من العمر، والأسنان الدائمة في الفك العلوي تظهر بترتيب مختلف عن ظهور الأسنان الدائمة في الفك السفلي.
حيث تظهر أسنان الفك العلوي بالترتيب الآتي:
1. الرحى الأولى
2. الثنية
3. الرباعية
4. الضاحك الأول
5. الضاحك الثاني
6. الناب
7. الرحى الثانية
8. الرحى الثالثة
اما الفك السفلي فبالترتيب الاتي:
1. الرحى الأولى
2. الثنية
3. الرباعية
4. الناب
5. الضاحك الأول
6. الضاحك الثاني
7. الرحى الثانية
8. الرحى الثالثة
و بما أنه لا يوجد سن ضاحك ضمن الأسنان اللبنية، يتم استبدال الطواحين اللبنية بالضواحك الدائمة، وإذا حصل وفقد أي من الأسنان اللبنية قبل أن تكون الأسنان الدائمة جاهزة لأخذ مكانها، يحدث أن بعض الأسنان الخلفية قد تميل للأمام ويفقد الفراغ في الفم، وهذا قد يؤدي إلی تزاحم الأسنان وسوء وضع للأسنان الدائمة، حالما تبدأ بالظهور وتعرف هذه الحالة ب سوء الإطباق. وقد نلجأ في هذه الحالة إلی استخدام التقويم للحصول علی أسنان قادرة أداء دورها الوظيفي والجمالي.

### مرحلة الأسنان الدائمة
تبدأ عند سقوط آخر سن لبني عادة في الحادية عشرة أو الثانية عشرة من العمر، وتستمر بقية عمر الشخص أو حتی فقدان جميع الأسنان «عديم الأسنان».
و في هذه المرحلة يتم خلع ضرس العقل بسبب الألم أو النخر أو الانحشار.
حيث أن السبب الرئيسي لفقدان الأسنان في هذه المرحلة يكون:
- النخر 'التسوس'
- أمراض الرباط الداعم للأسنان.[15]

## اقرأ أيضاً
- حواجز أندروود
- فشل بزوغ الأسنان